# Chains (sång av The Cookies)
Chains är en låt skriven av Gerry Goffin och Carole King. Låten var en mindre hit med Little Evas kompgrupp The Cookies. The Beatles gjorde en cover på låten 1963.

## Beatles version
The Beatles spelade in låten den 11 februari 1963. I originalet sjöngs låten i ljus trestämmig sång och men Beatles version är det George Harrison (med sitt något begränsade röstomgång) som blir försångare med stöd av John Lennon och Paul McCartney. 
Låten är med på LP:n Please Please Me (utgiven i England 22 mars 1963) medan den i USA ingick på LP:n Introducing... The Beatles (utgiven 22 juli 1963).
Beatles spelade låten live vid ett flertal radioshower från BBC, bland annat Side By Side, Here We Go och Pop Go The Beatles.

### Musiker
- George Harrison - sång, gitarr
- John Lennon - kompgitarr, munspel, stämsång
- Paul McCartney - bas, stämsång
- Ringo Starr - trummor

Medverkande enligt Ian MacDonald.